# كارولين ولس
كارولين ولس (بالإنجليزية: Carolyn Wells)‏ (18 يونيو 1862 في الولايات المتحدة - 26 مارس 1942، نيويورك في الولايات المتحدة)؛ كاتِبة مُتخصِّصة في أدب الأطفال، شاعرة وروائية أمريكية.

## روابط خارجية
- كارولين ولس على موقع IMDb (الإنجليزية)
- كارولين ولس على موقع الموسوعة البريطانية (الإنجليزية)
- كارولين ولس على موقع ميوزك برينز (الإنجليزية)
- كارولين ولس على موقع قاعدة بيانات برودواي على الإنترنت (الإنجليزية)